# Sztáray Irma
Sztárai és nagy-Mihályi gróf Sztáray Irma (Sztára, 1863. július 10. – Szobránc, 1940. szeptember 3.) Wittelsbach Erzsébet magyar királyné udvarhölgye, csillagkeresztes hölgy, az Erzsébet-rend nagykereszt tulajdonosa.

## Életrajza
A nagymihályi és sztárai gróf Sztáray család sarja. A „Mária Amália Jozefa” nevet kapta. Apja gróf Sztáray Viktor (1823-1879), Zemplén vármegye főispánja, nagybirtokos, anyja szendrői gróf Török Mária (1835-1916) volt. Apai nagyszülei nagymihályi és sztárai gróf Sztáray Vince (1771–1827), császári királyi kamarás, őrnagy, nagybirtokos, valamint szirmabessenyői, cserneki és tarkeöi gróf Szirmay Johanna (1792–1848) voltak. Anyai nagyszülei szendrői gróf Török Napoleon János (1810–1898), Ung vármegye főispánja, a Szent István rend kiskeresztese, nagybirtokos, valamint nagymihályi és sztárai gróf Sztáray Paula (1813–1866) voltak.

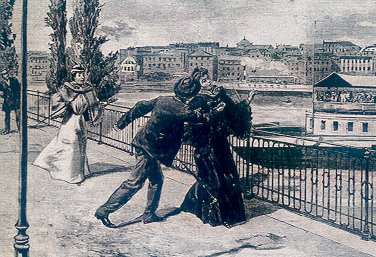
Luigi Lucheni leszúrja a királynét. A merényletnek Sztáray Irma a tanúja volt

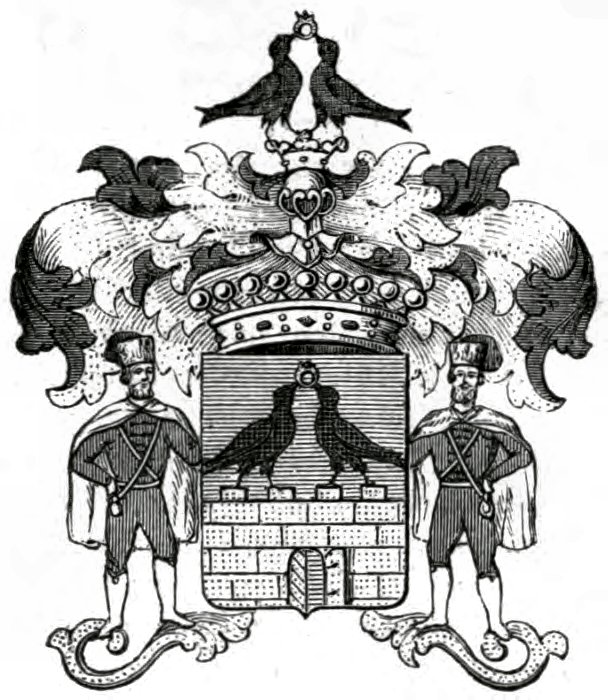
A nagymihályi és sztárai gróf Sztáray család címere.

Testvérei: Ödön, István, Sarolta, Sándor, Elza. Nem ment férjhez és gyermeke sem született. 30 éves korában lépett Erzsébet szolgálatába, ahol elődje a szintén magyar származású tolnai gróf Festetics Mária volt.
Genfben, 1898. szeptember 10-én az Erzsébet királyné elleni merényletkor is – amikor az anarchista merénylő leszúrta Erzsébetet – a királyné kíséretében volt. Később erről megírta visszaemlékezését is, melyben csodálattal és odaadással idézte fel azt az ötévnyi szolgálatot, amelyet az érdekes, boldogtalan és irigyelt asszony mellett töltött.
77 évesen halt meg 1940. szeptember 3-án, a ma Szlovákiához tartozó, Nagymihályhoz közeli Szobráncon temették el.

## Könyve
- Sztáray Irma: Erzsébet királyné kíséretében (1909)